# 仙岳社区
仙岳社区是中国福建省厦门市思明區筼筜街道下辖的一个居民委員會，面積0.7平方千米。

## 名稱來歷
仙岳社形成與清代新村落，即新建村，故名“新落”，閩南話至今仍稱“新老”。後雅化為“仙樂”、“仙岳”，仙岳山因仙岳社得名:137。